# Viktoria Blank

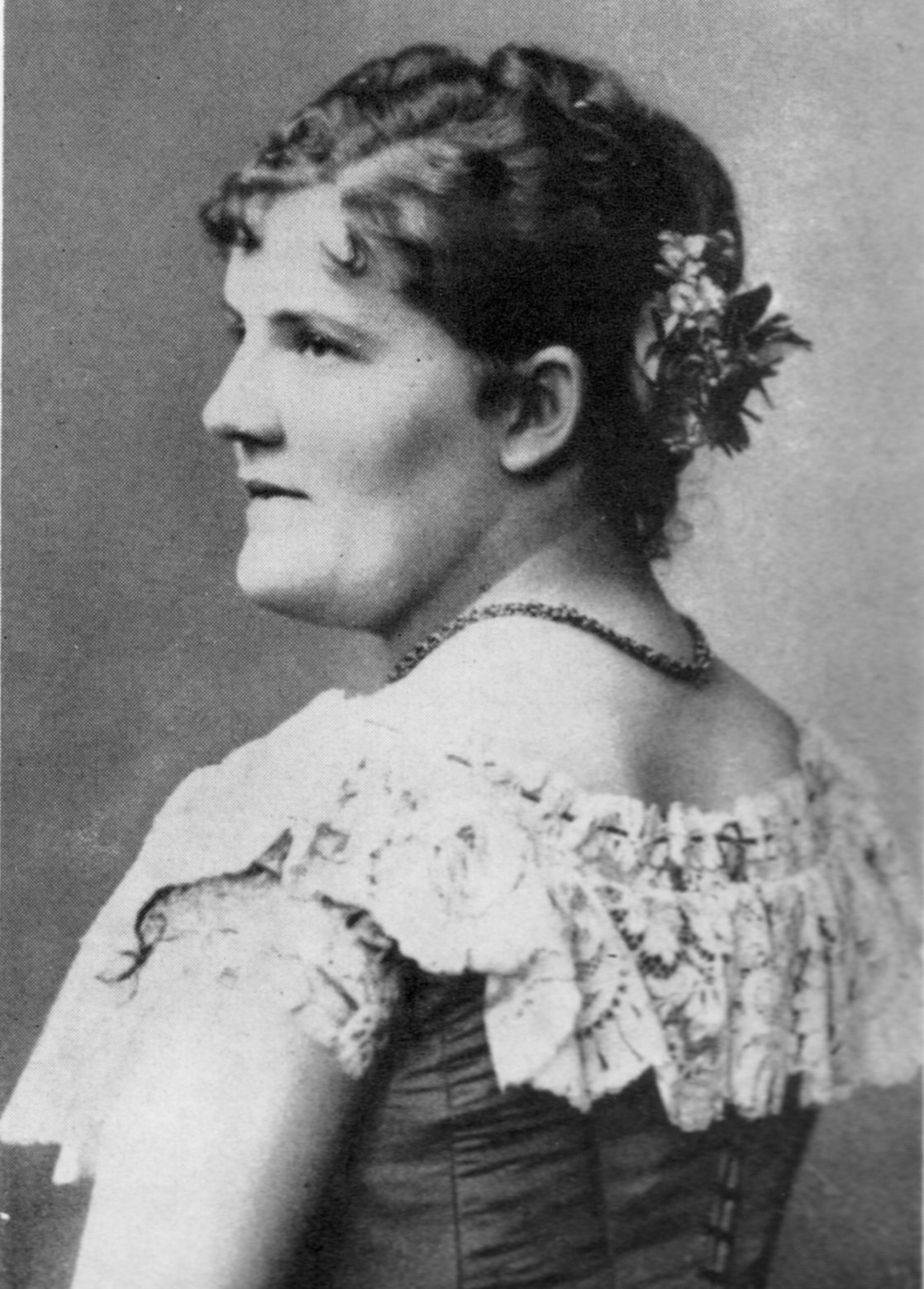
Viktoria Blank ca. 1900

Viktoria Blank, auch Victoria Blank (1859 in München – 4. März 1928 ebenda) war eine deutsche Opernsängerin (Alt) und Gesangspädagogin.

## Leben
Sofort nach dem Besuche der höheren Töchterschule – woselbst sie gute Stimmmittel zeigte – nahm sie, noch nicht ganz 15 Jahre alt, bei der Hofopernsängerin Louise Radecke Gesangsunterricht. Nach dreijährigem, fleißigem Studium trat sie 1878 ins Engagement als Altistin am Kölner Stadttheater. Dort entwickelten sich ihre künstlerischen Kräfte immer weiter und kaum war ein Jahr vergangen, erhielt sie bereits einen Ruf an das königliche Hoftheater in ihrer Vaterstadt, wo sie regelmäßig an Separatvorstellungen für König Ludwig II. mitwirkte.
Am 29. Juni 1888 sang sie an der Münchner Oper den Feenkönig (eigentlich eine Bassrolle) in der Uraufführung von Richard Wagners Die Feen. Sie gastierte an größeren deutschen Bühnen, u. a. an der Hofoper von Dresden, an den Hoftheatern von Stuttgart und Karlsruhe. 1900 wurde sie zur Königl. bayerischen Kammersängerin ernannt.
1909, nach 30 Jahren an der Hofoper, beendete sie ihre Bühnenkarriere und wurde danach als Gesangspädagogin tätig. 1920 war sie in einem Stummfilm zu sehen.
Der junge Richard Strauss widmete ihr zwei seiner Fünf Lieder op. 15, aber Blank hat sie nie öffentlich gesungen.

## Filmografie
- 1920: Das Herrenrecht